# آر آي أم -66 القياسي
آر آي أم -66 القياسي (بالإنجليزية: RIM-66 Standard) (أس أم-1 أم آر/أس أم-2 أم آر) هو صاروخ أرض-جو SAM متوسط المدى، وله دور ثانوي كصاروخ مضاد للسفن، وتم تطويره في الأصل لصالح بحرية الولايات المتحدة. تم تطوير اس ام-1 كعضو في عائلة الصواريخ القياسية، ليكون بديلا عن صواريخ (آر آي أم-1 تيرر) و (آر آي أم -24 تارتر) اللتي تم نشرها في الخمسينيات على متن مجموعة متنوعة من سفن البحرية الأمريكية. ويعتبر صاروخ آر آي أم -67 (أس أم – 2 إيه آر/ أس أم -1 إيه آر) نسخة طويلة المدى من هذا الصاروخ مع مرحلة معززة عاملة بالوقود الصلب. 

## الوصف
بدأ برنامج الصواريخ القياسية عام 1963 لإنتاج عائلة من الصواريخ لإستبدال الصواريخ الموجهة السابقة مثل تيرر وتالوس وتارتر. كانت النية هي إنتاج جيل جديد من الصواريخ الموجهة يمكن أن تكون تحديثاًُ للصواريخ الموجهة في ذلك الوقت.

### الصاروخ القياسي الأول
إن صاروخ آر آي أم-66إيه هو صاروخ متوسط المدى من عائلة الصواريخ القياسية والذي كان القصد منه هو إستبداله بالصاروخ آر آي أم-24سي كجزء من أم كي 74 «تارتر» نظام الصواريخ الموجهة. استخدم نفس جسم الصاروخ السابق تارتر، لتسهيل إستخدامه مع منصات موجودة لهذا النظام. إن صاروخ آر آي أم-66إيه/بي يبدو من الخارج وكأنه صاروخ آر آي أم-24سي، ولكنه مختلف داخلياً مع إلكترونيات معاد تصميمها ونظام صاروخ موجه أكثر موثوقية وصمامات تجعله أكثر قدرة من سابقه. تم استخدام آر آي أم-66إيه (أس أم-1 أم آر من بلوك 1 حتى بلوك5) خلال حرب فيتنام. الإصدار الوحيد المتبقي من الصاروخ القياسي1 في الخدمة هو آي آر أم-66إي (أس أم-1 ام آر بلوك4، بينما لم يعد في الخدمة في البحرية الأمريكية، إلا أنه لا يزال في الخدمة مع العديد من القوات البحرية حول العالم، ومن المتوقع أن يظل في الخدمة حتى عام 2020.